# Illice blanda
Illice blanda là một loài bướm đêm thuộc phân họ Arctiinae, họ Erebidae.